# Janez Vrhovec
Janez Vrhovec (* 19. Januar 1921 in Belgrad; † 7. Oktober 1997 ebenda) war ein serbischer Schauspieler.

## Leben
Vrhovez absolvierte die Realschule und war Mitglied zweier Orchester; nach der Proklamation der Volksrepublik Jugoslawien gehörte er zunächst dem Ivo Lola Robar Institut an, bevor er sein schauspielerisches Debüt in dem Kurzfilm Govori Moskva gab. Von da an spielte er in serbischen, jugoslawischen und internationalen Filmen über 150 Rollen, bis zu seinem letzten Engagement in der Fernsehserie Gore dole aus der Saison 1996/1997.
1960 war er auch als Regieassistent aktiv; es blieb ein einmaliger Ausflug auf die andere Seite der Kamera.
1988 erhielt er den Preis Slavica für sein Lebenswerk; 1965 hatte er beim Filmfestival Pula die "Silberne Arena" für seine Rolle in Covek nije tica gewonnen.

## Filmografie (Auswahl)
- 1950: Govori Moskva (Kurzfilm)
- 1960: Austerlitz – Glanz einer Kaiserkrone (Austerlitz)
- 1962: Robin Hood – Der Löwe von Sherwood (Il trionfo di Robin Hood)
- 1964: Freddy und das Lied der Prärie
- 1964: Der Schut
- 1965: Der Mensch ist kein Vogel (Coovek nije tica)
- 1966: Bis zum Sieg und weiter (Do pobedata i po nea)
- 1968: Die Pforten des Paradieses (Gates to Paradise)
- 1968: Heroin
- 1969: Fräulein Doktor
- 1971: Die Äneis (Eneide) (Fernseh-Miniserie)
- 1984–1985: Der Sonne entgegen (Fernsehserie)
- 1992: Happy Hell Night (Happy hell night)
- 1996–1997: Gore dole (Fernsehserie)